# La Francophonie
La Francophonie, formelt Organisation internationale de la Francophonie, er en international organisation af stater og regioner, som benytter fransk sprog eller hvor fransk sprog og kultur har særlig betydning. La Francophonie blev grundlagt i 1970 og arbejder for at fremme fredelig sameksistens, samarbejde, solidaritet, demokrati, menneskerettigheder og bæredygtig udvikling gennem multilaterale projekter og fireårige programmer indenfor hovedsatsninger fastsat af og bestemt af La Francophonies topmøde. Topmødet, som samler lederne for medlemslandene og –regionerne og som samles hvert andet år, er organisationens øverste organ. I de år, hvor der ikke er topmøde, samles ministerkonferencen, det vil sige udenrigsministre og eller ministre med ansvar for La Francophonie. Organisationen har et permanent sekretariat ledet af en generalsekretær og har hovedkvarter i Paris. I tillæg har La Francophonie regionale kontorer i Libreville, Lomé og Hanoi.
Organisationen har 56 medlemslande og tre medlemsregioner, to associerede medlemslande og tretten observatørlande. Fransk sprog tales af omkring 250 millioner mennesker i medlemslandene og –regionerne. I 32 af dem er fransk officielt sprog.
Posten som generalsekretær blev oprettet i 1997. Den første som fyldte stillingen var Boutros Boutros-Ghali, tidligere generalsekretær i FN. Boutros-Ghali gik af som generalsekretær til 2002, da nuværende generalsekretær Abdou Diouf tog over.
For øjeblikket er Centralafrikanske Republik, Guinea Bissau, Madagaskar og Mali suspenderet fra organisationen.

## Medlemslande og –regioner
| - Armenien - Albanien - Andorra - Belgien - Vallonien - Benin - Bulgarien - Burkina Faso - Burundi - Canada - New Brunswick - Québec - Cambodja - Cameroun - Centralafrikanske Republik - Comorerne - Demokratiske Republik Congo - Djibouti - Dominica | - Elfenbenskysten - Egypten - Frankrig - Gabon - Grækenland - Guinea - Guinea-Bissau - Haiti - Kap Verde - Laos - Libanon - Luxembourg - Madagaskar - Nordmakedonien - Mali - Marokko - Mauritius - Mauretanien | - Moldova - Monaco - Niger - Congo - Rumænien - Rwanda - Saint Lucia - São Tomé og Príncipe - Senegal - Seychellerne - Schweiz - Tchad - Togo - Tunesien - Vanuatu - Vietnam - Ækvatorialguinea |

## Associerede medlemmer
| - Cypern - Ghana |

## Observatører
| - Armenien - Georgien - Kroatien - Letland - Litauen - Mozambique - Polen - Serbien - Slovakiet - Slovenien - Tjekkiet - Ukraine - Ungarn - Østrig |

## Eksterne links
- Organisation internationale de la Francophonie Arkiveret 24. juli 2010 hos  Wayback Machine
- Chronologie de la Francophonie Arkiveret 7. marts 2008 hos  Wayback Machine